# Hosidius Geta
Hosidius Geta (konec 2. a začátek 3. století n. l.) byl římský dramatik, autor centonárního dramatu Médeia.

## Život
Jediná informace o Hosidiu Getovi pochází z díla De Prescriptione Haereticorum (Preskripce heretiků), kapitoly XXXIX, 3, kde se o něm Tertullianus zmiňuje jako o svém současníkovi: „Dnes vidíš jak jsou z Vergilia sestavované nové příběhy, námět je umně poskládaný podle veršů a verše podle námětu. Naposledy Hosidius Geta z Vergilia zcela vysál tragédii Médeia.“

## Dílo
Geta je autorem tragédie Médeia, založené na Eurípidově stejnojmenném dramatu. Tvoří ji 462 veršů je rozčleněných do prologu, tří scén a dvou vstupů chóru; pro promluvy jednajících postav použil autor daktylský hexametr, pro chór paroimiak. Tento nejstarší známý příklad vergiliánského centonu je součástí rukopisu Codex Salmasianus, souboru básnických děl z 1. až 6. století n. l., který je uložen ve Francouzské národní knihovně.